# 安頡
安 頡（あん けつ、生年不詳 - 431年）は、北魏の軍人。本貫は遼東郡。

## 経歴
安同の子として生まれた。明元帝の初年、内侍長となり、官僚の考査と任用を担当した。官僚の不正を糾弾して、遠慮することがなく、父の悪事すら告発して、明元帝に忠臣として重用された。
428年（神䴥元年）、宜城王奚斤が長安から赫連昌を追撃して安定にいたると、安頡は奚斤の下で監軍侍御史となった。奚斤の軍馬の多くが疫病のために死に、兵士の食糧が乏しくなったため、陣地を固めて守りに入った。太僕の丘堆らが民間から食糧を調達していたところ、赫連昌の軍の襲撃を受けて敗れた。奚斤の消極策のために、赫連昌の攻勢はつづき、魏軍は苦戦した。安頡は出撃を具申したが、奚斤がなおも難色を示したため、ひそかに尉眷らと図って精鋭の騎兵を選抜した。赫連昌が攻撃をしかけてくると安頡は出撃し、赫連昌が退いたところを追撃して捕らえた。赫連昌の身柄が平城に送られると、太武帝は喜び、安頡に建節将軍の位と西平公の爵位を与えて諸軍を統率させた。奚斤は功をあせって赫連昌の弟の赫連定を平涼に追撃し、敗れて捕らえられた。丘堆は奚斤の敗北を聞いて武具を捨てて蒲坂に逃走したため、太武帝の命により安頡が丘堆を斬った。赫連定が長安に入ろうとしたため、安頡が蒲坂でこれを阻止した。
430年（神䴥3年）7月、南朝宋の将の到彦之が河南に侵攻して、赫連定を支援した。太武帝は自軍の兵が少なかったため、河南3鎮の兵をまとめて黄河の北に渡らせた。到彦之は黄河の南岸にいたり、潼関に入った。太武帝は自らが西征して赫連定に対処し、安頡を冠軍将軍として到彦之に当たらせることにした。到彦之の部将の姚聳夫が黄河を渡って冶坂を攻撃したため、安頡が魏軍を率いてこれを討ち、3千人あまりの兵を斬首した。10月、黄河を渡って洛陽を攻撃し、洛陽を陥落させると、宋の将軍20数人を捕らえ、5千人あまりの兵を斬首した。虎牢に進攻し、虎牢を落とすと、宋の司州刺史の尹沖が城から身を投げて死んだ。431年（神䴥4年）2月、琅邪王司馬楚之とともに滑台を落とし、宋の将の朱修之・李元徳と東郡太守申謨をはじめ、1万人あまりを捕らえた。
平城に凱旋し、この年のうちに死去した。征南大将軍・儀同三司の位を追贈され、爵位は王に進んだ。諡は襄といった。

## 伝記資料
- 『魏書』巻30 列伝第18
- 『北史』巻20 列伝第8